# The Other Side of the Door
The Other Side of the Door is een Amerikaans-Brits-Indiase horrorfilm uit 2016, geregisseerd door Johannes Roberts. De hoofdrollen worden vertolkt door Sarah Wayne Callies en Jeremy Sisto.

## Verhaal
Nadat Maria's zoontje Oliver bij een ongeluk in India om het leven komt, stort haar wereld in. Ze probeert zelfs zelfmoord te plegen. Op een dag hoort ze over een "magische plek" waar je 's nachts in een tempel afscheid kunt nemen van de doden. De deur naar de wereld van de doden moet echter gesloten blijven. Wanneer Maria met dit ritueel daadwerkelijk in contact kan komen met Oliver, opent ze de deur vol hoop en veroorzaakt daarmee een kettingreactie van sinistere gebeurtenissen.

## Rolverdeling
| Acteur              | Personage          | Opmerkingen                                                         |
| ------------------- | ------------------ | ------------------------------------------------------------------- |
| Sarah Wayne Callies | Maria Harwood      | Een vrouw en moeder die rouwen om de verdrinkingsdood van haar zoon |
| Jeremy Sisto        | Michael Harwood    | Maria's echtgenoot                                                  |
| Sofia Rosinsky      | Lucy Harwood       | Maria en Michael's dochter en Oliver's jongere zus                  |
| Logan Creran        | Oliver Harwood     | Maria en Michael's overleden zoon, Lucy's oudere broer              |
| Jax Malcolm         | De stem van Oliver |                                                                     |
| Suchitra Pillai     | Piki               | De inwonende huishoudster en oppas van de Harwoods                  |
| Javier Botet        | Myrtu              | De poortwachter van de onderwereld                                  |

## Release
De film ging in première op 24 februari 2016 in de Filipijnen en werd in de Verenigde Staten en het Verenigd Koninkrijk uitgebracht op 4 maart 2016.

## Ontvangst
De film ontving gemengde recensies van critici. Op Rotten Tomatoes heeft The Other Side of the Door een waarde van 36% en een gemiddelde score van 4,60/10, gebaseerd op 39 recensies. Op Metacritic heeft de film een gemiddelde score van 41/100, gebaseerd op 10 recensies.

## Prijzen en nominaties
| Jaar | Prijs                | Categorie                            | Genomineerde(n)    | Uitslag     |
| ---- | -------------------- | ------------------------------------ | ------------------ | ----------- |
| 2016 | Golden Trailer Award | Beste horrorposter                   | Beste horrorposter | Genomineerd |
| 2017 | Young Artist Award   | Beste jonge actrice in een speelfilm | Sofia Rosinsky     | Gewonnen    |
| 2017 | Young Artist Award   | Beste voice-over-rol - Tieneracteur  | Jax Malcolm        | Genomineerd |